# Louis de Diesbach de Belleroche
Pour les articles homonymes, voir Diesbach de Belleroche, Diesbach et Belleroche.
Louis Marie Joseph Emeric Frédéric de Diesbach de Belleroche est un pilote de chasse et un homme politique français né le 31 août 1893 à Hendecourt-lès-Ransart, dans le Pas-de-Calais et décédé le 25 juillet 1982 à Paris. Il est le petit-fils d'Eugène de Diesbach de Belleroche, député du Pas-de-Calais.

## Biographie
Le comte Louis de Diesbach étudie au Collège Stanislas de Paris, à l’Institution Saint-Joseph à Arras puis à l'Institut Florimont de Genève avant de s'engager dans l'armée française en 1913 puis devenir pilote de chasse en 1916, pendant la Première Guerre mondiale. Breveté pilote sur Farman (1er octobre 1916 ; brevet no 4663), il est affecté à l'escadrille Nieuport 15 qui devient la Spa 15. Après la guerre, il devient en 1919 maire de sa commune natale complètement détruite par les combats et s'occupe activement de sa reconstruction. Il devient également président de la fédération du Pas-de-Calais de l'Union nationale des combattants. En 1928, il devient également conseiller général, mandat qu'il conserve jusqu'en 1940.
En 1932, il se présente comme candidat de l'Alliance démocratique aux élections législatives. Il siège au groupe des Républicains de gauche après son élection. Réélu en 1936, il rejoint l'Alliance des républicains de gauche et des radicaux indépendants. Il s'engage à nouveau dans l'aviation lorsqu'éclate la Seconde Guerre mondiale. Il rejoint ensuite Vichy où il vote, le 10 juillet 1940, en faveur de la remise des pleins pouvoirs au Maréchal Pétain. Il demeure dans son village d'Hendecourt-lez-Ransart pendant l'occupation et accepte de sièger au Conseil national.
Inéligible à la Libération, il redevient maire d'Hendecourt mais son élection est annulée. Sa femme, née Hélène Farges de Rochefort-Sirieyx, se présente à sa place et est élue mais Louis de Diesbach de Belleroche restera cependant maire. En 1946, il se représente et est élu à la quasi-unanimité des votants et demeure maire jusqu'en 1971. En 1951, il devient président du Centre des indépendants et paysans de la deuxième circonscription du Pas-de-Calais.
Il est aussi rédacteur en chef de Pionniers, revue des Vieilles Tiges dont il devient vice-président.

## Décorations
- Médaille militaire en 1917.
- Croix de guerre 1914-1918 en 1932.
- Médaille interalliée 1914-1918 ou « Médaille de la Victoire » en 1932.
- Médaille des engagés volontaires en 1932.
- Croix du combattant en 1932.
- Médaille des blessés de guerre en 1932.
- Purple Heart en 1932.
- Chevalier de l'Ordre de Léopold II en 1937.
- Médaille de bronze des médaillés militaires en 1938.
- Chevalier de l'Ordre du Mérite social en 1951.
- Grand officier de l'ordre de Nichan Iftikhar en 1951.
- Commandeur de l'Ordre du Ouissam alaouite en 1951.
- Médaille commémorative de la guerre 1914-1918 en 1951.
- Médaille commémorative de la guerre 1939-1945 en 1951.
- Chevalier de la Légion d'honneur en 1951.
- Officier de la Légion d'honneur en 1958.
- Médaille d'or départementale et communale en 1966.
- Médaille de bronze des Vieilles tiges en 1966.
- Médaille d'argent des médaillés militaires en 1972.
- Médaille de l'Aéronautique en 1972.
- Médaille d'or des Vieilles tiges en 1981.
- Palme de bronze des Vieilles tiges en 1982.

## Généalogie
La famille Diesbach est d'origine suisse, du canton de Berne. À la Réforme, une partie de la famille demeura catholique et, devant quitter Berne, se réfugia à Fribourg. Les Diesbach ont fourni un grand nombre d'officiers au service étranger, notamment en Autriche, France, Pologne, Sardaigne, et Naples. En France le régiment suisse de Diesbach, créé en 1690, devint le 85e régiment d'infanterie de ligne.